# Vladimir Gaïdarov
Vladimir Georgievich Gaïdarov (en russe : Владимир Георгиевич Гайдаров; né le 25 juillet 1893 à Poltava, Empire russe, aujourd'hui en Ukraine; mort le 17 décembre 1976 à Léningrad, Union soviétique) fut un acteur de cinéma et de théâtre.

## Biographie
Vladimir Gaïdarov serait issu d'une famille princière.
Après des études universitaires, il fut un élève de Stanislavski. Il fut engagé au Théâtre d'art de Moscou et, lors d'une de ses premières apparitions à l'écran, en 1917,, il tourna avec sa future épouse, Olga Gzovskaïa, elle aussi une disciple de Stanislavski.
Vladimir Gaïdarov et Olga Gzovskaïa s'exilèrent en 1920 et tourna des films dans plusieurs pays, notamment l'Allemagne. Il joua par exemple dans La Terre qui flambe de Friedrich Wilhelm Murnau, Hélène de Troie de Manfred Noa, La Tragédie de l'amour (avec Marlene Dietrich) de Joe May ou Sibérie, terre de douleur de Mario Bonnard et Guido Parish. Il tourna aussi dans un film français, Le Roman d'un jeune homme pauvre de Gaston Ravel.
L'arrivée du parlant mit un coup d'arrêt à sa carrière et le vit sans succès s'essayer à la réalisation. Il regagna l'Union soviétique en 1932, mais son statut d'ancien émigré ne lui permit de retrouver un emploi qu'à partir de 1937 dans un théâtre de Léningrad, et ce avec l'aide de Stanislavski.
L'artiste est inhumé au Cimetière de Komarovo.

## Filmographie partielle
- 1917 : Assez de sang (Ne nado krovi) d'Alexandre Volkoff et Yakov Protazanov
- 1921 : La Terre qui flambe
- 1923 : Tragödie der Liebe de Joe May
- 1924 : Le Roi de la vitesse de Henri Diamant-Berger
- 1924 : Hélène de Troie
- 1925 : Le Danseur de Madame (Der Tänzer meiner Frau) d'Alexander Korda
- 1926 : Manon Lescaut d'Arthur Robison
- 1926 : Michel Strogoff
- 1926 : Sibérie, terre de douleur
- 1927 :  L'Esclave blanche (Die weisse Sklavin) d'Augusto Genina
- 1928 : Die Frau auf der Folter de Robert Wiene
- 1928 : La Dame au masque (Die Dame mit der Maske) de Wilhelm Thiele
- 1949 : La Bataille de Stalingrad (Сталинградская битва) de Vladimir Petrov : Friedrich Paulus
- 1955 : Hommes en guerre (Герои Шипки) de Sergueï Vassiliev : marquis de Salisbury

## Sources de la traduction
- (de) Cet article est partiellement ou en totalité issu de l’article de Wikipédia en allemand intitulé « Wladimir Georgijewitsch Gaidarow » (voir la liste des auteurs).

- Cet article est partiellement ou en totalité issu de l'article intitulé « Olga Gzovskaïa » (voir la liste des auteurs).